# Saretschje (Kaliningrad, Polessk)
Saretschje (russisch Заречье, deutsch Schwirgslauken, 1938 bis 1945 Herzfelde (Ostpr.), litauisch Žvirgzlaukiai) ist ein Ort in der russischen Oblast Kaliningrad. Er gehört zur kommunalen Selbstverwaltungseinheit Stadtkreis Polessk im Rajon Polessk. Zu Saretschje gehören auch die Überbleibsel des ehemaligen Ortes Lauszen/Brachhöfen, der ebenfalls zu Herzfelde gehörte.

## Geographische Lage
Saretschje liegt 32 Kilometer östlich der Kreisstadt Polessk (Labiau) an der Regionalstraße 27A-145 (ex A190), kurz bevor diese in die Föderalstraße A216 (auch Europastraße 77) einmündet. Eine Bahnanbindung besteht über die Station Bolschakowo-Nowoje (Groß Skaisgirren/Kreuzingen) an der Bahnstrecke Kaliningrad–Sowetsk (Königsberg–Tilsit).

## Geschichte
Das ehemals Schwirgslauken genannte Dorf bestand einst lediglich aus ein paar größeren Höfen. Im Jahre 1874 wurde es in den damals neu errichteten Amtsbezirk Obscherninken (1938 bis 1945: Dachsfelde, der Ort ist heute nicht mehr existent) eingegliedert, der zum Kreis Labiau im Regierungsbezirk Königsberg der preußischen Provinz Ostpreußen gehörte. Im Jahre 1910 waren in Schwirgslauken 88 Einwohner registriert. Am 1. April 1938 wurden die Gemeinden Schwirgslauken und Lauschen (bis 1936 Lauszen) zur neuen Gemeinde Herzfelde zusammengeschlossen. Die Einwohnerzahl der so vergrößerten Gemeinde betrug im Jahr 1939 135.
Seit dem 3. Juni 1938 hieß die Gemeinde offiziell Herzfelde (Ostpr.). Der Ortsteil Lauschen wurde 1938 in Brachhöfen umbenannt. Nach einer Umbenennung am 25. August 1938 gehörte Herzfelde zum Amtsbezirk Korehlen.
In Kriegsfolge kam der Ort 1945 mit dem nördlichen Ostpreußen zur Sowjetunion. Im Jahr 1947 erhielt er (als Schwirgslauken) den russischen Namen Saretschje und wurde gleichzeitig dem Dorfsowjet Salessowski selski Sowet im Rajon Bolschakowo zugeordnet. Seit 1965 gehört Saretschje zum Rajon Polessk. Von 2008 bis 2016 gehörte der Ort zur Landgemeinde Salessowskoje selskoje posselenije und seither zum Stadtkreis Polessk.

## Kirche
In Schwirgslauken resp. Herzfelde war – wie fast allerorts in Ostpreußen – die Bevölkerung fast ausnahmslos evangelischen Bekenntnisses. Das Dorf war bis 1945 in das Kirchspiel der Kirche Popelken (1938 bis 1946: Markthausen, heute russisch: Wyssokoje) eingepfarrt, die zum Kirchenkreis Labiau in der Kirchenprovinz Ostpreußen der Kirche der Altpreußischen Union gehörte. Heute liegt Saretschje im Einzugsbereich der in Bolschakowo neu entstandenen evangelisch-lutherischen Gemeinde. Sie ist eine Filialgemeinde der Salzburger Kirche in Gussew (Gumbinnen) innerhalb der Propstei Kaliningrad der Evangelisch-lutherischen Kirche Europäisches Russland.